# Шпаков (Черниговская область)
Шпаков (укр. Шпаків) — село в Козелецком районе Черниговской области Украины. Население 20 человек. Занимает площадь 0,309 км².
Код КОАТУУ: 7422084202. Почтовый индекс: 17031. Телефонный код: +380 4646.

## Власть
Орган местного самоуправления — Красиловский сельский совет. Почтовый адрес: 17031, Черниговская обл., Козелецкий р-н, с. Красиловка, ул. Щорса, 74.